# Ole Wanscher
Ole Wanscher, född 16 september 1903 i Frederiksberg, död 27 december 1985 i Charlottenlund, Danmark, var en dansk möbelformgivare och författare.

## Biografi
Ole Wanscher var son till konsthistorikern och konstnären Vilhelm Wanscher och konstnären Laura Kirstine Baagøe Zeuthen och bror till arkitekten Axel Wanscher. Han utbildade sig på Kunstakademiet och arbetade därefter 1924-27 hos Kaare Klint, innan han öppnade eget designkontor 1928.
Ole Wanscher var lärare i möbelformgivning på Kunsthåndværkerskolen i Köpenhamn 1931-36 och professor i inredningsarkitektur på Kunstakademiet 1955-73. Han har ritat bland annat Senatorstolen för Fritz Hansen Møbler och hade sedan 1950-talet ett nära samarbete med P. Jeppesens Møbelfabrik A/S .